# Böhtlingk
Böhtlingk is een Nederlandse, van oorsprong uit Lübeck afkomstige familie die juristen en militairen voortbracht.

## Geschiedenis
De stamreeks begint met Joachim Böhtlingk die omstreeks 1660 werd geboren en proost te Lübeck was. Diens zoon Peter (1689-?) vestigde zich in 1713 in Sint-Petersburg. Een kleinzoon en een kleindochter vestigden zich in Nederland van wie de eerste de stamvader van de Nederlandse tak werd.
De familie werd in 1956 opgenomen in het genealogische naslagwerk Nederland's Patriciaat.

## Enkele telgen
Lewin Fabian Böhtlingk (1727-1800), koopman te Sint-Petersburg
- Fredrik Böhtlingk (1766-1811), vestigde zich vanuit Sint-Petersburg in Nederland, handelsagent van de keizer van Rusland
  - Levinus Jacobus Böhtlingk (1787-1850), wethouder van Arnhem
    - mr. Frederik Böhtlingk (1810-1891), procureur; trouwde in 1841 met Petronella Wilhelmina van Braam (1813-1884), lid van de familie Van Braam, kleindochter van mr. Herman Willem Daendels en aangetrouwde halfzus van de schrijver Johannes Kneppelhout en van generaal-majoor en ridder in de Militaire Willems-Orde Aegidius Clemens August Schönstedt (1812-1881)
      - Willem Charles Böhtlingk (1844-1875), luitenant-ter-zee 1e klasse
      - Levin Jacobus Böhtlingk (1846-1871), controleur cultures in Menado
        - Petronella Catharina Böhtlingk (1870-1926); trouwde in 1891 met Jan Benjamin Anne Jonckheer (1861-1921), luitenant-ter-zee 1e klasse, directeur Stoomvaart-Maatschappij Nederland, lid provinciale staten van Noord-Holland

      - Constantijn Frederik Pieter Böhtlingk (1848-1923), notaris
        - Madeleine Agnes BöhtIingk (1885-1944), lerares muziekschool; trouwde in 1925 met Johannes Adrianus George van Herwijnen (1889-1965), kunstschilder
        - mr. Constantijn Marinus Böhtlingk (1888-1945), notaris, vermoord in Dachau
          - Maria Henriëtte Böhtlingk (1921), modeontwerpster
          - prof. mr. dr. Frederik Robert Böhtlingk (1925-1959), professor staatsrecht (overleden bij auto-ongeluk in Zwitserland); trouwde in 1949 met Erni Louise Blankenberg (1927), dochter van architect J.F.L. Blankenberg

      - Frederik Böhtlingk (1850-1901), luitenant-ter-zee 1e klasse, ridder in de Militaire Willems-Orde; trouwde in 1884 Johanna Conradine Vetha(c)ke (1857-1928), lid van de familie Vethake en vriendin van de schrijvers Louis Couperus (1863-1923) en Elisabeth Couperus-Baud (1867-1960)
        - Charlotte Henriette Remcoline Böhtlingk (1887-1938); trouwde in 1913 met Alexander Hendrik Willem van Blijenburgh (1877-1960), luitenant-kolonel cavalerie, vrienden van het schrijversechtpaar Couperus-Baud

    - Levinus Jacobus Böhtlingk (1814-1842), luitenant-ter-zee 2e klasse
    - Willem Constantijn Böhtlingk (1830-1913), notaris
      - Henriette Anna Geertruida Böhtlingk (1858-1951); trouwde in 1883 Maurits baron van Randwijck (1858-1934), burgemeester van Rossum (Gelderland)
      - mr. Jacobus Levinus Frederikus Böhtlingk (1865-1926), officier van justitie
      - Rudolphine Gosuine Alida Böhtlingk (1869-1927); trouwde in 1896 met Bartholomeus Willem Anne Eliza Roijer (1864-1921), notaris
- Nicolaus Diedrich Böhtlingk (1773-1839), koopman
  - Otto von Böhtlingk (1815-1904), Russisch-Duits indoloog en sanskritist

Geslachten die opgenomen zijn in het sinds 1910 verschijnende genealogische naslagwerk Nederland's Patriciaat. Lijst volgens opgave van het CBG Centrum voor familiegeschiedenis.
A · B · C · D · E · F · G · H · I · J · K · L · M · N · O · P · Q · R · S · T · U · V · W · Y · Z